# Macrothemis idalia
Macrothemis idalia är en trollsländeart som beskrevs av Friedrich Ris 1919. Macrothemis idalia ingår i släktet Macrothemis och familjen segeltrollsländor. IUCN kategoriserar arten globalt som livskraftig. Inga underarter finns listade i Catalogue of Life.